# AUI (Sprache)

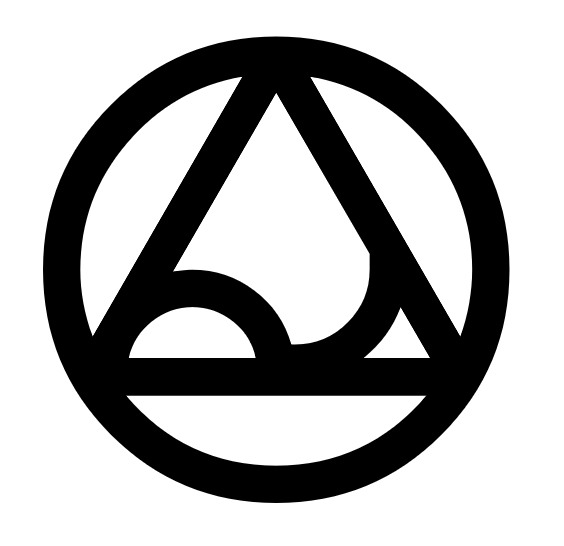
Emblem der Sprache aUI

aUI ist eine philosophische, apriorische Sprache, die in den 1950er Jahren von John W. Weilgart (1913–1981; geboren als Johann Wolfgang Weixlgärtner), einem aus Wien stammenden US-Psychoanalytiker entwickelt wurde.

## Hintergrund

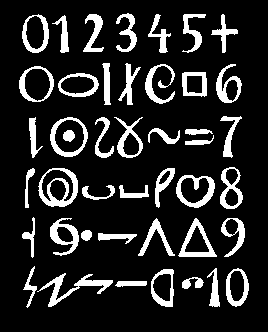
aUI-Alphabet mit arabischen Ziffern

Weilgart bezeichnete aUI als „Sprache des Raums“, die eine universelle Kommunikation bedeutet, und veröffentlichte ein Lehrbuch dazu.
In seinem Bemühen um „Weltfrieden durch Verständigung“ war es Weilgarts Ziel, die Kommunikation zu vereinfachen. Letztlich war es sein Versuch, das bewusste Denken zu erleichtern, indem er eine Reihe von primitiven, möglicherweise universellen Elementen vorschlug, die eine motivierte, mnemotechnische Beziehung zwischen Symbol, Klang und Bedeutung widerspiegeln sollten. In seiner psychotherapeutischen Arbeit verwendete er manchmal von Klienten erstellte aUI-Formulierungen, um mögliche unbewusste Assoziationen zu problematischen Konzepten aufzudecken. aUI kann auch als ein Experiment in angewandter kognitiver lexikalischer Semantik betrachtet werden, und Weilgart behauptete, es könne als Hilfssprache dienen.
aUI basiert auf einer Reihe von vorgeschlagenen universellen semantischen Grundbegriffen oder Bedeutungselementen, die kombiniert werden, um Miniaturdefinitionen zu erstellen. Weilgart stellte fest, dass diese grundlegenden Konzepte auf einer so grundlegenden Ebene angesiedelt sind, dass sie wahrscheinlich nicht durch einfachere Konzepte definiert werden können. Linguistisch gesehen versucht aUI eine Oligosynthese, bei der Wörter aus einer minimalen Anzahl von Morphemen oder Bedeutungseinheiten zusammengesetzt werden.
Weilgart folgte Gottfried Leibniz’ Vorschlag für ein Alphabet des menschlichen Denkens, das eine universelle Methode zur Analyse von Ideen bieten würde, indem es sie in ihre Bestandteile zerlegt, die durch ein einziges „echtes“ Zeichen dargestellt werden sollten. Im frühen 18. Jahrhundert skizzierte Leibniz seine characteristica universalis, deren Grundelemente piktografische Zeichen sein sollten, die eine begrenzte Anzahl elementarer Begriffe repräsentierten. René Descartes schlug vor, dass ein Lexikon einer Universalsprache aus primitiven Elementen bestehen sollte. Die Geschichte dieser Sprachphilosophie ist in Umberto Ecos Buch Die Suche nach der perfekten Sprache nachzulesen.
Als junger Mann beobachtete Weilgart die Auswirkungen der Nazi-Propaganda. Insbesondere fiel ihm auf, wie Doppelbedeutungen zusammen mit ähnlichen Klängen in Slogans oft nicht zusammenhängende Wörter zu suggestiven „stereotypen Formeln“ verbanden, die „die Aufmerksamkeit fesseln und an die Herzen der nationalen Massen appellieren“ (Hitler: „Mein Kampf“, 1925) sollten. Zum Beispiel in einer der am häufigsten wiederholten politischen Parolen, „Ein Volk, ein Reich, ein Führer!“ klingt das Wort „Volk“ ähnlich wie „folgt“; „Reich“ bedeutet auch „reich“; der Satz weist also auf eine unterschwellige Assoziation hin: dass das Volk seinem Führer gehorcht und folgt, der es zu einem reichen Reich führt. „Blut und Boden“ war ebenfalls ein Schlüsselslogan der Nazi-Ideologie, ebenso wie natürlich „Heil Hitler!“

## Tabelle
| Zeichen | Bedeutung             | Laut | IPA | Erläuterung |
| ------- | --------------------- | ---- | --- | --- |
|         | Raum                  | a    | /a/ | Offener Mund ein „weiter Raum“ wie im Italienischen „fa“ oder „mamma“ („Mamas Schoß ist unser erster Raum“)     |
|         | Bewegung              | e    | /ɛ/ | Die ursprüngliche kosmische Bewegung eines Spiralnebels                                                         |
|         | Licht                 | i    | /ɪ/ | Quelle des Lichts und der sich ausbreitenden Strahlen                                                           |
|         | Leben                 | o    | /ɔ/ | Ein Blatt: Photosynthese in grünem Saft und rotem Blut                                                          |
|         | Mensch                | u    | /ʊ/ | Die Beine des Menschen – auf dem Weg zum Himmel oder zur Hölle.                                                 |
|         | Zeit                  | A    | /ä/ | Die Erde kreist um die Sonne, der Mond um die Erde in ovalen Bahnen: Jahr und Monat. Eine Ausdehnung des Raums. |
|         | Klang                 | I    | /i/ | Ein Ziegelstein aus Materie                                                                                     |
|         | Geist, Verstand       | U    | /u/ | Der dreieinige Geist, die Dreifaltigkeit                                                                        |
|         | Gefühl                | O    | /o/ | Ein Herz |
|         | Bedingung             | Q    | /œ/ | WENNs sperren uns ein wie zwischen Klammern.                                                                    |
|         | Verneinung            | Y    | /y/ | Anti. Dieses Minus-Zeichen verneint alles, was darunter steht.                                                  |
|         | zusammen              | b    | /b/ | Zwei Punkte, die durch einen Bogen miteinander verbunden sind.                                                  |
|         | Existenz              | c    | /ʃ/ | |
|         | durch                 | d    | /d/ | |
|         | dieser, diese, dieses | f    | /f/ | |
|         | innerhalb             | g    | /ɡ/ | |
|         | Frage                 | h    | /h/ | |
|         | gleich                | j    | /ʒ/ | |
|         | über                  | k    | /k/ | |
|         | herum                 | l    | /l/ | |
|         | Qualität              | m    | /m/ | |
|         | Quantität             | n    | /n/ | |
|         | vor                   | p    | /p/ | |
|         | gut, positiv          | r    | /ʀ/ | |
|         | Ding, Sache           | s    | /s/ | |
|         | in Richtung auf       | t    | /t/ | |
|         | aktiv                 | v    | /v/ | |
|         | Kraft                 | w    | /w/ | |
|         | Beziehung             | x    | /x/ | |
|         | Teil                  | z    | /z/ | |

Das Phonem /b/, das zum Beispiel „zusammen“ bedeutet, ist ein bilabialer Stopp, der mit zusammengepressten Lippen ausgesprochen wird. „Licht“ wird mit einem kurzen /ɪ/ ausgesprochen, da es der hellste, höchstfrequente Laut ist, während „Ton“ mit einem längeren /iː/ ausgesprochen wird, da sich der Ton langsamer als das Licht bewegt.
Jedes Phonem hat auch eine ideographische Glyphe oder Symbol, das seine Bedeutung darstellt. Das Symbol für „Mensch“, /u/, wird durch die beiden Beine oder Arme des Menschen dargestellt, was auch auf seine dichotomische Natur hinweist. Das „Menschliche“ kann durch die ganze dreieckige Trinität des „Geistes“ erfüllt werden, eine „tiefe, geheimnisvolle“ |/uː/, (es gibt viele mögliche Trinitäten in Philosophie und Religion). „Leben“, |/o/, dargestellt durch die Form eines Blattes, ist die Photosynthese, die die Grundlage des Lebens auf der Erde bildet. Gefühl, |/oː/, ist eine Herzform, Blutdruck und Puls, die verschiedene Gefühle widerspiegeln, und Aktion, ein 'pulsierendes' |/v/, wird durch einen Blitz dargestellt, das aktivste Phänomen der Natur.

### Beispiele
| Zeichen | Wort | Zusammensetzung     | IPA   | Bedeutung |
| ------- | ---- | ------------------- | ----- | --------- |
|         | io   | Licht-Leben         | /ɪɔ/  | Pflanze   |
|         | iO   | Licht-Gefühl        | /ɪo/  | Ansicht   |
|         | iOv  | Ansicht-Handlung    | /ɪov/ | sehen     |
|         | fu   | dieser-Mensch       | /fʊ/  | ich       |
|         | bu   | zusammen-Mensch     | /bʊ/  | du        |
|         | bru  | zusammen-gut-Mensch | /bʀʊ/ | Freund    |
|         | brU  | zusammen-gut-Geist  | /bʀu/ | Frieden   |